# Јован Танић
Јован Танић (Београд, 1903 - Београд, новембра 1944) је био српски и југословенски глумац и позоришни редитељ.

## Биографија

### Каријера
Рођен је 1903. године у Београду. Радио је у позориштима у Скопљу, Београду, Нишу и Сарајеву. Током једне позоришне сезоне, режирао је чак 14 комада у Зетском дому на Цетињу.

### Смрт
Највећи део окупације, Танић је провео као глумац у Београду. Био је ангажован и у Централи за хумор.
Јануара 1944. године, присуствовао је Светосавском конгресу у селу Ба, који су организовали Централни национални комитет и Југословенска војска у отаџбини. У септембру исте године, по ослобођењу Ваљева, ступио је у партизанске редове.
Танић је ухапшен након ослобођења Београда 1944. године, под оптужбом за сарадњу са окупатором. Његово име нашло се на списку 105 стрељаних, који је објављен 27. новембра 1944. године, на насловној страни листа Политика, заједно са саопштењем Војног суда Првог корпуса Народноослободилачке војске Југославије о суђењу ратним злочинцима. На списку се нашло име и глумца Александра Цветковића.
Мада је током читавог рата сасвим несметано радило и Хрватско народно казалиште у Загребу, под режимом Независне Државе Хрватске, ниједан члан његовог ансамбла није доживео судбину београдских глумаца.
У Фонду Безбедносно-информативне агенције, где се чува досије Јована Танића наслеђен из архиве ОЗНЕ, означен је под категоријом Југословенска војска у отаџбини.